# Jean de Tedesco
Ne doit pas être confondu avec Jean Tedesco.
Jean de Tedesco, né le 28 mars 1920 à Paris et mort pour la France le 14 juillet 1943 à Balkov en Russie, était un aviateur français de la Seconde Guerre mondiale, pilote de chasse au sein du Régiment de chasse 2/30 Normandie-Niémen.

## Biographie
Au début de la Seconde Guerre mondiale Jean de Tedesco entre, en décembre 1939, à l'École de l'Air de Salon-de-Provence où il est nommé sous-lieutenant en mars 1940. Le 21 mai 1940, il est breveté pilote à Mont-de-Marsan où l'École de l'Air s'est repliée.
Refusant la défaite, le 24 juin 1940 à Port-Vendres, il embarque, déguisé en officier polonais, à bord d'un navire égyptien, l'Apapa, à destination de l'Angleterre,,.
Début juillet, il arrive à Liverpool où il s'engage dans les Forces aériennes françaises libres. Il est envoyé à l'entraînement à la base de la Royal Air Force à d'Odiham puis à Turnhill où il est promu lieutenant en septembre 1941.
Après sa formation, il est affecté à la 1re escadrille « Paris » au groupe de chasse « Île de France » en cours de formation à Turnhouse. Il combat comme chef de patrouille au-dessus du territoire français.
Le 3 mai 1942, dans la région de Calais, il obtient sa première victoire aérienne contre un FW 190. Mais son appareil est trop atteint et il est contraint de faire un atterrissage forcé sur le terrain de Manston.
Le 15 octobre 1942, il est affecté, à Biggin Hill, au 611 Squadron où, le 2 novembre 1942, il obtient une seconde victoire en abattant un autre FW 190 au-dessus de la Manche. Quelques jours plus tard, il est de retour au groupe de chasse « Île de France ».
Fin avril 1943, après avoir pris part à plus de 45 missions, il est mis au repos puis détaché au QG de l'Air à Londres. Il se porte volontaire pour servir dans le groupe de chasse « Normandie » sur le front russe.
Le 9 juin 1943, il rejoint le groupe sur le terrain de Khatenki en URSS et participe, à bord de son Yak-9, aux opérations menées pendant la bataille d'Orel,.
Le 14 juillet 1943, il est abattu en combat aérien contre plusieurs BF 110 dans la région de Balkov. Il est porté disparu.
Le jour de sa disparition, Jean de Tedesco est crédité de 2 victoires aériennes, il totalise 624 heures de vol dont 116 de guerre et de 97 missions de guerre,.

## Reconnaissance
- Son nom figure sur une stèle commémorant l'embarquement pour l'Angleterre, le 20 juin 1940, d'aviateurs français et polonais qui seront intégrés à la Royal Air Force (RAF)[3].
- En 1944, une promotion porte son nom à l'École de l'Air en Afrique du Nord[4].

## Distinctions
Il est reconnu « Mort pour la France ».
- Chevalier de la Légion d'honneur
- Compagnon de la Libération à titre posthume par décret du 11 octobre 1943
- Croix de guerre 1939–1945 (3 citations)